# Kinematografia nowozelandzka

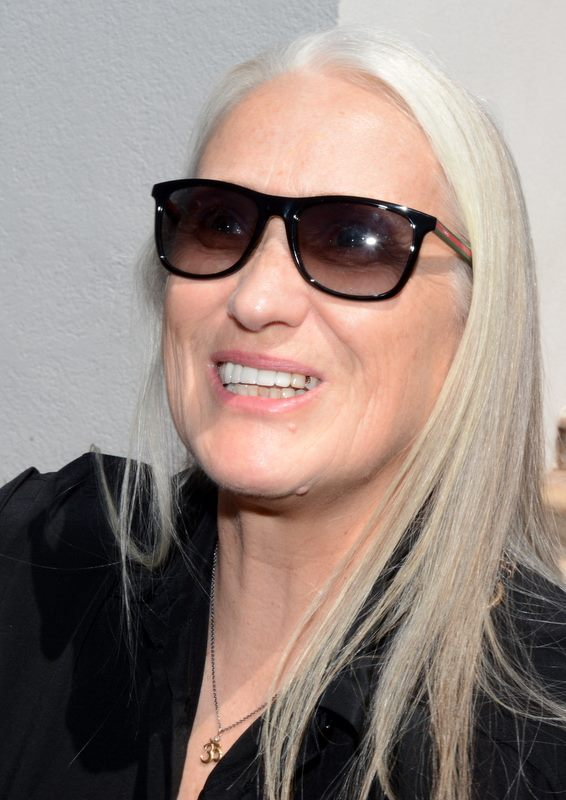
Reżyserka Jane Campion.

Kinematografia w Nowej Zelandii ma swoje początki w 1914, kiedy George Tarr zrealizował pierwszy nowozelandzki film fabularny Hinemoa (nie zachował się do dziś). Innymi pionierami nowozelandzkiej sztuki filmowej byli sięgający po wzorce gatunkowe Rudall Hayward, przedstawiciel modernizmu Len Lye (The Colour Box, 1935) i John O’Shea. Ten ostatni w latach pięćdziesiątych i sześćdziesiątych XX wieku zrealizował podejmujące tematykę społeczną obrazy takie jak Broken Barrier (1952), Runaway (1964) i musical Don't Let It Get You (1966).
Odrodzenie kinematografii w Nowej Zelandii nastąpiło w 1977 roku za sprawą dwóch filmów – Śpiących psów (1977) Rogera Donaldsona i Wild Mana (1977) Geoffa Murphy’ego. Wówczas w trosce o niezależność rodzimej kinematografii, w 1978 powstał Nowozelandzki Komitet Filmowy. Dalsze obrazy, na przykład Goodbye Pork Pie (1981) Murphy’ego, eksponowały męskość i upodobanie do poetyki kina akcji. Tendencja ta trwała do roku 1986, kiedy zniesione zostały ulgi podatkowe na kręcenie filmów w kraju. Wówczas Donaldson i Murphy wyjechali do Stanów Zjednoczonych, w kraju natomiast zastępowali ich maoryscy twórcy oraz coraz bardziej wpływowe reżyserki. Na forum międzynarodowym kinematografię nowozelandzką lat 80. reprezentował głównie Vincent Ward, którego filmy Dojrzewanie (1984) i Nawigator (1988) trafiły do konkursu głównego na MFF w Cannes.
W latach 1992–1995 dokonał się przełom w twórczości nowozelandzkiej. Międzynarodowe sukcesy odnieśli wówczas tacy twórcy, jak Peter Jackson (Martwica mózgu, 1992; Niebiańskie stworzenia, 1994), Jane Campion (nagrodzony Złotą Palmą Fortepian, 1993) oraz Lee Tamahori (Tylko instynkt, 1994). Popularność zdobyli także Alison Maclean, Peter Wells i Stewart Martin. Najbardziej popularnym z reżyserów stał się ostatecznie Jackson, który w plenerach Nowej Zelandii zrealizował trylogię Władca Pierścieni (2001–2003) według powieści Tolkiena.
Po roku 2005 wyróżniła się formacja młodych twórców podejmujących temat lokalnej obyczajowości. Ujawnili się wówczas tacy twórcy, jak Glenn Standring, Chris Graham, Toa Fraser, Jonathan King, Robert Sarkies, Taika Waititi oraz Peter Burger.